# Psychologischer Vertrag
Der Begriff psychologischer Vertrag (auch: psychologischer Arbeitsvertrag) bezeichnet gegenseitige Erwartungen und Angebote von Arbeitnehmer und Arbeitgeber als Bestandteil der Arbeitsbeziehung. Es handelt sich dabei um „mehr oder weniger implizite Erwartungen und Angebote“, die über den (schriftlichen) Arbeitsvertrag hinausgehen.
Der Begriff des psychologischen Arbeitsvertrags (psychological work contract) wurde 1960 von dem US-amerikanischen Verwaltungswissenschaftler Chris Argyris geprägt. Argyris verwendete den Begriff im Sinne einer „stillschweigenden Übereinkunft“ zwischen Arbeitern und Vorarbeitern.

## Bestandteile und Ausprägungen psychologischer Verträge
Als mögliche Bestandteile eines psychologischen Vertrags aus Sicht des Arbeitnehmers werden beispielsweise Vorstellungen über die Arbeitsbedingungen, über eigene Einflussmöglichkeiten auf die Organisation, Unterstützung durch den Arbeitgeber (etwa im Hinblick auf Personalentwicklung), Schutz vor Über- und Unterforderung und Berechenbarkeit des Arbeitgeberverhaltens genannt.
Nach traditioneller Auffassung erhält der Mitarbeiter in einem Unternehmen gegen seine Loyalität eine Art Beschäftigungsgarantie.
Gemäß einer neuen, auf Beschäftigungsfähigkeit (Employability) ausgerichteten Auffassung zeigt der Mitarbeiter Loyalität in der Bereitschaft, Problemstellungen im Unternehmen durch Bereitschaft zu lebenslangem Lernen zu lösen. Der Mitarbeiter bleibt dadurch auf dem Arbeitsmarkt langfristig attraktiv. Der Unternehmer profitiert von der Problemlösungskompetenz der Mitarbeiter. Das Beschäftigungsrisiko wird dabei vom Unternehmen auf den Mitarbeiter übertragen. Das Unternehmen erleidet einen Verlust, wenn Mitarbeiter abgeworben werden, die es langfristig ausgebildet hat.
Im Zusammenhang mit dem Konzept der Beschäftigungsfähigkeit wird von einem Wandel des psychologischen Vertrags gesprochen. Infolge von Globalisierung, höherer Dynamik auf den Märkten und sich ständig ändernden Strukturen in den Unternehmen werde der traditionelle psychologische Vertrag von den Unternehmern und den Mitarbeitern in Frage gestellt und verliere seine Glaubwürdigkeit. Es entstehe im Zuge der Flexibilisierung eine Änderung im psychologischen Vertrag, ein Wandel von der Erwartung einer Einstellung auf Lebenszeit hin zur Erwartung eines Ausbaus der Beschäftigungsfähigkeit.

## Bruch des psychologischen Vertrags
Mögliche Konsequenzen werden bei Änderungen vom Arbeitnehmer als Bruch im psychologischen Vertrag wahrgenommen. Damit wird der „Beschluss, die Organisation zu verlassen, der Versuch, die Einhaltung impliziter Versprechen nachträglich zu sichern oder eine Rücknahme von Loyalität und Einsatzbereitschaft bis hin zur inneren Kündigung auf Seiten der Arbeitnehmer“ genannt.